# عزالدین رحیم
عزالدین رحیم (انگلیسی: Azzedine Rahim؛ زادهٔ ۳۱ مارس ۱۹۷۲) بازیکن فوتبال اهل الجزایر بود.
از باشگاه‌هایی که در آن بازی کرده‌است می‌توان به باشگاه فوتبال اتحاد الجزایر، باشگاه فوتبال قسنطینه، و باشگاه فوتبال اوراس باتنه اشاره کرد.
وی همچنین در تیم ملی فوتبال الجزایر بازی کرده‌است.